# Дискография Митчела Муссо
Это список альбомов и синглов выпущенных Митчелом Муссо. Муссо принимал участие во многих музыкальных выступлениях; 2 июня 2009 года он выпустил свой первый дебютный альбом Mitchel Musso под лейблом Walt Disney Records. Также 22 ноября 2010 он выпустил свой первый мини-альбом под названием Brainstorm.

## Альбомы

### Студийные альбомы
| Альбом        | Информация                                                                                   | Максимальная позиция в чарте | Максимальная позиция в чарте | Продажа        |
| Альбом        | Информация                                                                                   | США                          | MEX                          | Продажа        |
| ------------- | -------------------------------------------------------------------------------------------- | ---------------------------- | ---------------------------- | -------------- |
| Mitchel Musso | - Релиз: 2 июня 2009 - Формат: CD, digital download - Лейбл: Hollywood Records / Walt Disney | 19                           | 75                           | - США 200,000+ |

### Мини-альбомы
| Brainstorm | - Релиз: 22 ноября 2010 - Формат: EP, digital download - Лейбл: 717 | — |

## Синглы
| «Lean on Me»                                   | 2008 | —    | —  | —  | —   | Radio Disney Jams, Vol. 10 |
| «If I Didn’t Have You» (вместе с Эмили Осмент) | 2008 | 1071 | 80 | —  | —   | Disneymania 6              |
| «The In Crowd»                                 | 2008 | —    | —  | —  | 156 | Mitchel Musso              |
| «Hey»                                          | 2009 | 70   | —  | 79 | —   | Mitchel Musso              |
| «Shout It»                                     | 2009 | —    | —  | —  | —   | Mitchel Musso              |
| «Top of the World» (featuring Doc Shaw)        | 2010 | —    | —  | —  | —   | Два Короля                 |
| «Get Away»                                     | 2010 | —    | —  | —  | —   | Brainstorm                 |
| «Celebrate»                                    | 2010 | —    | —  | —  | —   | Brainstorm                 |
| «Rollin»                                       | 2011 | —    | —  | —  | —   |                            |
| "—" означает, что релиз не участвовал в чарте. |      |      |    |    |     |                            |

Заметки
1.↑  "If I Didn't Have You" не участвовал в Billboard Hot 100, но максимальная позиция на Bubbling Under Hot 100 Singles была семь.

## Прочие альбомы
| Год  | Песня                                    | Альбом                              |
| ---- | ---------------------------------------- | ----------------------------------- |
| 2009 | «The Three Rs»                           | Schoolhouse Rock!-Earth             |
| 2009 | "Do Nothing Day" (вместе с Эшли Тисдейл) | Финес и Ферб                        |
| 2009 | «Let It Go» (вместе с Тиффани Торнтон)   | Disney Channel Playlist             |
| 2009 | «The Girl Cant Help It»                  | Disney Channel Playlist             |
| 2009 | «Let’s Make This Last Forever»           | Ханна Монтана 3                     |
| 2009 | «Every Little Thing She Does Is Magic»   | Волшебники из Вэйверли Плэйс        |
| 2009 | «Jingle Bell Rock»                       | A Very Special Christmas Vol.7      |
| 2009 | «Thank You Santa»                        | Phineas and Ferb Christmas Vacation |
| 2010 | «Stand Out»                              | Disneymania 7                       |
| 2010 | «I’m So Me» (вместе с VA Streetz)        | песня не в альбоме                  |

## Не вышедшие песни
1. «Rock Track»
2. «Let’s Go»
3. «Revolution»
4. «You’re from Above» (вместе с Мейсоном Муссо)ранняя версия песни «Come Back My Love»
5. «Make It Up to You»
6. «Wasn’t Your Girlfriend»
7. «My Best Friend»
8. «Hollywood Girl»
9. «License for Love»
10. «Red Carpet»
11. «White Striped Gloves»
12. «Just Chill»
13. «Ready to Go?»
14. «Leavin'»
15. «Green Light»
16. «Krook» (вместе с Кайлом Эдвардсом)
17. «Krook Mob» (вместе с Мейсоном Муссо и Кайлом Эдвардсом)